# Inírida
Inírida, tidligere Puerto Inírida, er hovedstaden og en kommune i departementet Guainía i Colombia. Den blev grundlagt i 1963 på stedet, hvor den lille landsby Obando, på den tid en del af San Felipe kommune, lå. Kommunen blev omdøbt i 1974. Kommunen har 10.891 indbyggere (folketælling 2005), hovedsagelig indfødte, og kommunens indbyggertal udgør en tredjedel af departementets indbyggertal.